# Rhagades
Rhagades là một chi bướm đêm thuộc họ Zygaenidae.

## Các loài
- Phân chi Rhagades
  - Rhagades pruni (Denis & Schiffermüller, 1775)
- Phân chi Wiegelia Efetov & Tarmann, 1995
  - Rhagades amasina (Herrich-Schäffer, 1851)
  - Rhagades predotae (Naufock, 1931)